# Monastero Novospasskij

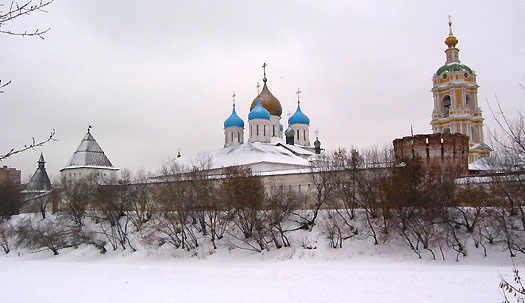
Veduta invernale

Il monastero Novospasskij (in russo Новоспа́сский монасты́рь?, Nuovo monastero del Salvatore) è uno dei monasteri fortificati che si trovavano alle porte di Mosca, in direzione sud-est.
Fu uno dei primi monasteri fondati all'interno del Cremlino, all'inizio del XIV secolo, collegato alla chiesa del Salvatore. In seguito allo spostamento sulla riva sinistra della Moscova, nel 1491, il convento venne rinominato Nuovo, per distinguerlo da quello originale del Cremlino.
Il monastero era sostenuto dalle famiglie dei boiari Šeremetev e Romanov, che lo utilizzarono come luogo di sepoltura. Nel 1571 e nel 1591, la cittadella di legno sopportò ripetuti attacchi da parte dei Tatari di Crimea.
Dopo l'ascesa dei Romanov al trono di Russia, lo zar Michele I ricostruì completamente il tempio negli anni 1640. Tranne il campanile, del XVIII secolo, ed il sepolcro degli Šeremetev nella chiesa del Segno, tutte le altre costruzioni risalgono a questo periodo. Comprendono la grande cattedrale della Trasfigurazione (1645-1949) con affreschi dei migliori artisti del XVII secolo, la chiesa dell'Intercessione, con il refettorio, la casa del Pane, un ospedale, le celle dei monaci ed il palazzo del Patriarca Filarete.
Nel periodo sovietico, il monastero divenne una prigione, poi una struttura della polizia. Negli anni '70 venne assegnato ad un'istituzione per il restauro artistico e infine restituito alla chiesa ortodossa nel 1991.
Attualmente, il monastero ospita (temporaneamente) i resti dell'ultimo zarevic di Russia Aleksej e di sua sorella, la Granduchessa Marija.